# مفتاح‌النجات
مفتاح‌النجات کتابی‌است در صوفیگری نوشتهٔ شیخ احمد جام (ژنده‌پیل). شیخ این کتاب را در سال ۵۲۲ قمری به مناسبت انابت فرزند و درآمدن وی در زی ره‌روان نوشت.